# Dignitat (títol)
La Dignitat és en el dret nobiliari el títol o qualificació honorífica que s'atorga a una persona per posseir o exercir un càrrec. La persona que rep aquest títol honorífic s'anomena Dignatari o també Dignitat. Els títols de dignitat es classifiquen en reials, eclesiàstics, nobiliaris, militars, i d'ofici. Les armes de dignitat són inherents a determinats càrrecs i serveixen per a mostrar exteriorment la dignitat.